# 15.º Congresso Nacional do Partido Comunista da China

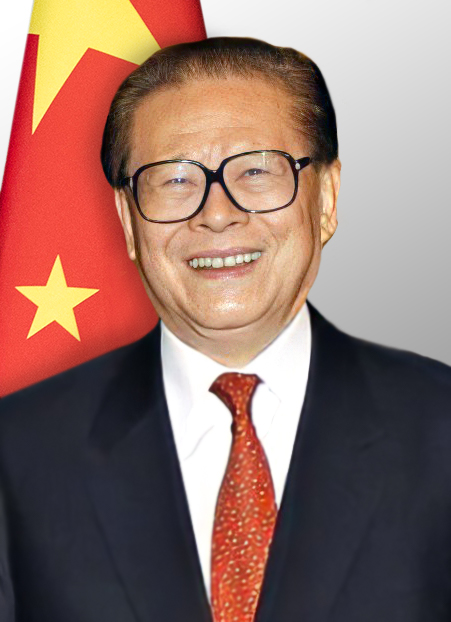
O congresso reelegeu Jiang Zemin para os cargos de Secretário-Geral e Presidente da Comissão Militar Central

O Décimo Quinto Congresso Nacional do Partido Comunista da China foi um congresso realizado em Pequim entre os 12 e 18 de setembro de 1997. 2.048 delegados e mais 60 delegados convidados elegeram o 15º Comitê Central do Partido Comunista da China, composto por 344 membros, sendo 193 eram membros integrais e 151 eram suplentes. Também foi eleita a 15ª Comissão Central de Inspeção Disciplinas (CCID), composta de 115 membros. Essa renovação na composição da liderança do partido fez com que a nova idade média fosse para 55 anos e o percentual de membros com nível universitário ou superior passasse para 92,4%. Jiang Zemin foi renomeado para o cargo de Secretário-Geral do Partido Comunista e Presidente da Comissão Militar Central.
A cerimônia de abertura foi presidida por Li Peng. Jiang Zemin, em nome do Comitê Central, apresentou um relatório intitulado "Levantando alto a grande bandeira da Teoria Deng Xiaoping e levar adiante a causa da construção do socialismo com características chinesas no século 21".

## Atividades do Congresso
Durante o congresso, foram aprovadas alterações à Constituição do Partido Comunista da China, onde foi estabelecida a Teoria de Deng Xiaoping como ideologia guia do Partido, ao lado do Marxismo-Leninismo e do Pensamento Mao Zedong.

## Eleitos
A primeira plenária do 15º Comitê Central elegeu Jiang Zemin, Li Peng, Zhu Rongji, Li Ruihuan, Hu Jintao, Wei Jianxing e Li Lanqing como membros do Comitê Permanente do Politburo. Jiang Zemin foi reeleito Secretário-Geral e também Presidente da Comissão Militar Central. A sessão também elegeu Wei Jianxing como Secretário da Comissão Central de Inspeção Disciplinar.